# Eumichtis rupicola
Eumichtis rupicola là một loài bướm đêm trong họ Noctuidae.